# Love My Way (The Psychedelic Furs)
Love My Way is een nummer van de Britse band The Psychedelic Furs uit 1982. Het is de eerste single van hun derde studioalbum Forever Now.
Het nummer werd een bescheiden hitje in het Verenigd Koninkrijk, waar het de 42e positie behaalde. In het Nederlandse taalgebied behaalde het nummer geen hitlijsten.